# Amatitlán

Amatitlán é uma cidade da Guatemala do departamento de Guatemala.